# Jean Baptiste Elissamburu

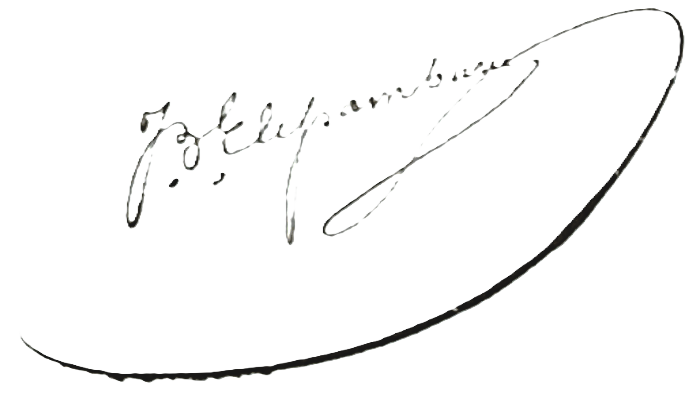
Firma de Joan Batista Elizanburu

Jean Baptiste Elissamburu Irazabal (1828 - 1891), poeta vasco-francés cuyas composiciones hunden sus raíces en la tradición oral y el bertsolarismo, con poemas bucólicos, amorosos, y también de tipo patriótico. Dejó inacabada la narración Pierres Adame, considerada por algunos como la primera novela en euskera.

## Obras
Las obra maestras de Juan Batista Elizanburu son la mayoría de los versos que le regaló a durante los juegos de flores en los que participó :
- Apexa eta lorea
- Biba Frantzia!
- Aingeru bati
- Hogoigarren urthera hari naiz
- Ikhusten duzu goizean
- Iragan besta biharamunean
- Jakintsunen arabera
- Eri alegiazkoa
- Urrundik ikhusten dut
- Maria
- Mila bat zortzi ehun eta...
- Lehen eta orain
- Xori berriketaria
- Zein eder den arratsean

Entre los bertsus un novedoso publicada en Pau en 1888: Piarres Adame.
- Datos: Q4890163